# ヒデ久保田
ヒデ久保田（ヒデくぼた、1974年7月23日 - ）は、日本のプロレスラー。本名：久保田 英裕（くぼた ひでひろ）。
双子の弟であり、兄で同じくプロレスラーのヤス久保田とタッグチーム「久保田ブラザーズ」を結成して活動している。
基本的にヒールであり、有刺鉄線バットを持ち込んでデスマッチ路線の試合をすることもあるが、菊タローらお笑い系レスラーとの試合が組まれることもあり、オールラウンドに対応している。
双子の見分け方は右肩にタトゥーがある方がヒデ久保田である。

## 経歴
- 1991年、JWA東海で久保田英裕としてアマチュアデビュー。
- 2007年9月30日、スポルティーバエンターテイメント公武堂タイガーホール大会でヒデ久保田としてヤス久保田とタッグを組み対小仲＝ペールワン&趙雲子龍組戦でプロデビュー。
- 2012年、スポルティーバを退団。
- 2019年1月1日、プロレスリングZERO1に入団。

## 得意技
爆YAMAスペシャル
ダイビングセントーンと同型。
でら高いがや
758i
リバースタイガードライバーと同型。
トラースキック

## タイトル歴
FFFプロレスリング
- FFFタッグ王座

ダブプロレス
- DOVEタッグ王座

プロレスリングHEAT-UP
- HEAT-UPユニバーサル王座
- HEAT-UPユニバーサルタッグ王座
- パワフルタッグトーナメント優勝

柳ケ瀬プロレス
- ヤナガセKINGトーナメント優勝

プロレスリングZERO1
- NWAインターコンチネンタルタッグ王座
- NWAインターナショナルライトタッグ王座
- 風林火山優勝

超花火プロレス
- 爆破王タッグ

## 入場曲
- 052 LEGEND（DJ MOTO a.k.a. DON GRANDE feat. Mr.OZ,G.CUE,AK-69,"E"qual,AKIRA,EL LATINO,DJ OLDE-E）
- Two Steps from the Move（ハノイ・ロックス）